# زیرکی (بدخشان)
زیرکی (به لاتین: Ziraki) یک منطقهٔ مسکونی در افغانستان است که در ولسوالی راغستان واقع شده‌است. زیرکی ۲٬۵۰۰ متر بالاتر از سطح دریا واقع شده‌است.